# デイモン・ウェイアンズ・Jr
デイモン・ウェイアンズ・Jr（Damon Wayans, Jr.、1982年11月18日 - ）は、アメリカ合衆国の俳優・コメディアンである。

## 来歴
1982年、バーモント州ハンティントンに生まれ、ロサンゼルスで育った。
父親は同じくコメディアン、俳優であり、『ラスト・ボーイスカウト』などへも出演したデイモン・ウェイアンズで、映画監督のキーネン・アイヴォリー・ウェイアンズ、俳優のマーロン・ウェイアンズ、ショーン・ウェイアンズらは叔父にあたる芸能一家でもある。一家は総じてウェイアンズ・ファミリーとも呼ばれている。
1994年の11歳の頃、父親のウェイアンズが主演するコメディ映画『ブランクマン・フォーエバー』で映画デビュー。その後も父親が主演のテレビドラマシリーズやシットコムなどへ親子で出演したりしている。その後、スタンダップ・コメディアンとしても修業を積み、2008年あたりから本格的な役者活動を開始する。その後、映画やテレビで活躍しており、近年ではテレビドラマ『Happy Endings』と『New Girl / ダサかわ女子と三銃士』のレギュラーキャストしても出演しており、前者ではティーン・チョイス・アワードなどの賞にもノミネートされた。

## 出演作品

### 映画
- ブランクマン・フォーエバー Blankman (1994)
- Da Network (2008)
- Dance Flick (2009)
- サーフィン ドッグ Marmaduke (2010) ※声の出演
- アザー・ガイズ 俺たち踊るハイパー刑事! The Other Guys (2010)
- Someone Marry Barry (2014)
- リアル刑事ごっこ in LA Let's Be Cops (2014)
- ベイマックス Big Hero 6 (2014) ※声の出演
- ワタシが私を見つけるまで How to Be Single (2016)
- だめんず・コップ2 Super Troopers 2 (2018)
- ラブ・ギャランティード Love, Guaranteed (2020)
- ロング・ウィークエンド Long Weekend (2021)
- チェリー Cherry (2021)

### テレビドラマ
- My Wife and Kids (2001 - 2004)
- The Underground (2006)
- New Girl / ダサかわ女子と三銃士 New Girl (2011 - 2015)
- Happy Endings (2011 - 2013)
- Happy Endings: Happy Rides (2012)
- NTSF:SD:SUV:: NTSF:SD:SUV (2012)
- Second Generation Wayans (2013)